# Tangyin Bishi
Tangyin Bishi (chinesisch 棠陰比事, Pinyin Tángyīn bǐshì), zu deutsch „Parallelfälle im Schatten des Birnbaumes“, ist eine Sammlung von exemplarischen Gerichtsentscheidungen aus der chinesischen südlichen Song-Dynastie. Das Werk wurde ursprünglich von Gui Wanrong (桂萬榮, ca. 1200) zusammengestellt und später von Wu Ne (吳訥, 1372–1457) während der Ming-Dynastie überarbeitet. Es wurde auch in Japan rezipiert und beeinflusste Kriminalromane dort.

## Autor und Überarbeitung
Gui Wanrong  (桂萬榮, ca. 1200) war ein Beamter der Song-Dynastie, der sich mit juristischen Texten und Fallstudien beschäftigte. Sein Ziel war dabei, anderen Beamten bei der Rechtssprechung durch diese Fallstudien zu helfen. Im Tangyin Bishi fasste er über 100 Gerichtsfälle kurz zusammen und fügte eigene Analysen hinzu, die er – um diese einfacher merkbar zu machen – in Reimform verfasste. Dabei stützte er sich auf frühere Werke wie das Yiyuji 疑獄集 von He Ning 和凝 (898–955) oder das Zheyu guijian 折獄龜鑑 von Zheng Ke 鄭克 (spätes 12. Jhd.). Das Tangyin Bishi erschien 1211 und wurde 1234 nochmals gedruckt.
Guis Text wurde von Wu Ne (吳訥, 1372–1457), einem Gelehrten der Ming-Dynastie, überarbeitet und ergänzt. Wu reduzierte die Anzahl der Fallgeschichten auf 80, ordnete diese nach ihrer Länge an und fügte mehrere Dutzend weitere Fälle hinzu.

## Rezeption
Tangyin Bishi enthält eine Vielzahl von Fallbeispielen, die reale Gerichtsverfahren und deren Urteile dokumentieren. Diese Fälle dienen nicht nur der juristischen Ausbildung, sondern spiegeln auch die sozialen Normen und moralischen Werte der damaligen Zeit wider.
Die ursprüngliche Ausgabe von Gui Wanrong wurde in der Yuan-Dynastie, um das Jahr 1308 herum, neu aufgelegt und gedruckt. Die von Wu Ne überarbeitete Version wurde in die kaiserliche Büchersammlung Siku Quanshu aufgenommen.
In Korea war das Tangyin Bishi in der ursprünglichen Form von Gui Wanrong bereits länger rezipiert worden. Von dort gelangte es nach Japan und wurde zu Beginn des 17. Jahrhunderts breit rezipiert – mehrere kommentierte und übersetzte japanische Versionen erschienen. Diese japanische Übersetzung diente Ihara Saikaku (井原 西鶴, 1642–1693) als Vorbild für sein erstmals 1689 erschienenes Werk Honchō ōin hiji  本朝櫻陰比事.
Eine englische Übersetzung hat der Sinologe Robert Hans van Gulik vorgelegt.

## Nachweise
1. 1 2  Peter Kornicki: The Monk at the Bottom of the Well. Tangyin Bishi 棠陰比事 (Judicial Cases under the Sweet-Pear Tree) in Seventeenth-Century Japan. In: Nanxiu Qian, Richard J. Smith, Bowei Zhang (Hrsg.): Reexamining the Sinosphere: Transmissions and Transformations in East Asia. Cambria Press, Amherst 2020, ISBN 978-1-60497-987-9, S. 83–105, hier: S. 85.
2. 1 2 3  Ulrich Theobald: Tangyin bishi 棠陰比事. In: ChinaKnowledge.de. Ulrich Theobald, 22. März 2023, abgerufen am 8. Juni 2025.
3. ↑  Peter Kornicki: The Monk at the Bottom of the Well. Tangyin Bishi 棠陰比事 (Judicial Cases under the Sweet-Pear Tree) in Seventeenth-Century Japan. In: Nanxiu Qian, Richard J. Smith, Bowei Zhang (Hrsg.): Reexamining the Sinosphere: Transmissions and Transformations in East Asia. Cambria Press, Amherst 2020, ISBN 978-1-60497-987-9, S. 83–105, hier: S. 88.
4. ↑  Peter Kornicki: The Monk at the Bottom of the Well. Tangyin Bishi 棠陰比事 (Judicial Cases under the Sweet-Pear Tree) in Seventeenth-Century Japan. In: Nanxiu Qian, Richard J. Smith, Bowei Zhang (Hrsg.): Reexamining the Sinosphere: Transmissions and Transformations in East Asia. Cambria Press, Amherst 2020, ISBN 978-1-60497-987-9, S. 83–105, hier: S. 85–91.
5. ↑  Peter Kornicki: The Monk at the Bottom of the Well. Tangyin Bishi 棠陰比事 (Judicial Cases under the Sweet-Pear Tree) in Seventeenth-Century Japan. In: Nanxiu Qian, Richard J. Smith, Bowei Zhang (Hrsg.): Reexamining the Sinosphere: Transmissions and Transformations in East Asia. Cambria Press, Amherst 2020, ISBN 978-1-60497-987-9, S. 83–105, hier: S. 91–102.
6. ↑  Peter Kornicki: The Monk at the Bottom of the Well. Tangyin Bishi 棠陰比事 (Judicial Cases under the Sweet-Pear Tree) in Seventeenth-Century Japan. In: Nanxiu Qian, Richard J. Smith, Bowei Zhang (Hrsg.): Reexamining the Sinosphere: Transmissions and Transformations in East Asia. Cambria Press, Amherst 2020, ISBN 978-1-60497-987-9, S. 83–105, hier: S. 105.
7. ↑  Ingrid Schuster (Hrsg.): Japanische Kriminalgeschichten. Reclam, Stuttgart 1985, ISBN 3-15-008086-X, S. 6.
8. ↑  Ihara Saikaku: Japanische Parallelfälle im Schatten des Kirschbaumes. Aus dem vormodernen Japanisch übertragen, eingeleitet und mit Anmerkungen versehen von Michael Kuhl. Iudicium, München 2007, ISBN 978-3-89129-385-0.
9. ↑  Robert Hans van Gulik: T’ang-yin pi-shih: Parallel Cases from under the Pear Tree. Brill, Leiden 1956.